# Taylor (Texas)
Taylor é uma cidade localizada no estado norte-americano de Texas, no Condado de Williamson.

## Demografia
Segundo o censo norte-americano de 2000, a sua população era de 13.575 habitantes.
Em 2006, foi estimada uma população de 15.322, um aumento de 1747 (12.9%).

## Geografia
De acordo com o United States Census Bureau tem uma área de
35,1 km², dos quais 35,0 km² cobertos por terra e 0,1 km² cobertos por água. Taylor localiza-se a aproximadamente 172 m acima do nível do mar.

## Localidades na vizinhança
O diagrama seguinte representa as localidades num raio de 24 km ao redor de Taylor.